# Marcus Clarke
Marcus Andrew Hislop Clarke (Londres (Inglaterra), 24 de abril de 1846 - Melbourne (Australia), 2 de agosto de 1881) fue un novelista y poeta australiano de origen inglés. Es conocido por haber escrito la novela For the Term of His Natural Life.

## Biografía
Clarke nació en Londres en 1846, siendo el hijo único de William Hislop Clarke. Fue educado en la Highgate School. Clarke emigró a Australia, en donde su tío James Langton Clarke trabajaba como juez. Inicialmente, Marcus trabajó como dependiente en el Bank of Australasia, pero poco después empezó a aprender agricultura en una estación en el río Wimmera en Victoria.
Clarke empezó a escribir cuentos para la Australian Magazine y, en 1867, empezó a trabajar con el periódico The Argus. En 1870, fue enviado a Tasmania por The Argus para realizar una serie de artículos sobre el periodo penitencial. A partir de febrero de ese año, empezó a publicar Old Stories Retold en el periódico Australasian. Al mes siguiente, inició la publicación por partes de su novela His Natural Life (posteriormente conocida como For the Term of His Natural Life) en el Australasian Journal. En 1872, obtuvo el puesto de secretario en la junta de la Melbourne Public Library y, en 1876, fue nombrado bibliotecario asistente. En 1868, fundó el Yorick Club, al cual se unieron muchas de las figuras literarias de Australia. En 1869, se casó con la actriz Marian Dunn con la que tuvo seis hijos.
Su obra más famosa fue la novela For the Term of his Natural Life, la cual narra la historia de un asentamiento penal australiano. También escribió The Peripatetic Philosopher (1869), en el cual recolecta varios trabajos publicados en The Australasian. Así mismo, fue el autor de la novela Long Odds (1870) y numerosas pantomimas, de las cuales la más popular fue Twinkle, Twinkle, Little Star, la cual fue estrenada en el Theatre Royal en Melbourne en 1873.
A pesar de su éxito popular, Clarke vivió múltiples penurias, las cuales causaron su muerte prematura en 1881, a los 35 años.
- Datos: Q1481362
- Multimedia: Marcus Andrew Hislop Clarke / Q1481362